# تضمين في سياق
في علم الحاسوب، يشير مصطلح التضمين في السياق (بالإنجليزية: Contextualization)‏ إلى مرحلة التهيئة التي تسمح، في وقت التمثيل بتعيين أو تجاوز خواص امتلاك قيم غير معروفة أو افتراضية في وقت ابتكار قالب.

## الاستخدام
تسمح القوالب بتحديد السعات العامة وسلوك الكائنات والقيم الافتراضية لخصائص بعض الكائنات دون فرض قيود صارمة على هذه الخصائص.
ويشير مصطلح التضمين في السياق إلى مرحلة التهيئة التي تسمح، عند تمثيل هذا القالب، بالحصول على الكائن المطلوب مع خصائص محددة بشكل دقيق.

## أمثلة المجالات
- البرمجة كائنية التوجه: يتكون تضمين السياق، في وقت إنشاء الكائن، لتوفير ما يكفي من معلمات التهيئة الخاصة بـ الفئة لـ المصمم.
- يسمح التضمين الافتراضي: للسياق، في نهاية تمثيل الجهاز الافتراضي (VM)، بتعيين أو تجاوز بيانات الجهاز الافتراضي الذي تكون له قيم غير معروفة أو قيم افتراضية في وقت إنشاء القرص الحي، بإدخال اسم المضيف، وعنوان بروتوكول الإنترنت (IP) ومفاتيح بروتوكول القشرة الآمنة/مفاتيح الترخيص.